# قربانعلی نعمت‌زاده
قربانعلی نعمت‌زاده قراخیلی (زادهٔ ۱۳۳۳ در شهرستان قائم‌شهر) نمایندهٔ دورهٔ هفتم مجلس شورای اسلامی از حوزهٔ انتخابیهٔ شهرستان‌های قائم‌شهر، جویبار و سوادکوه بود.

## مسئولیت‌ها
- نماینده دوره هفتم مجلس شورای اسلامی
- رئیس مؤسسه تحقیقات برنج کشور[۳]

## برنج نعمت
نعمت‌زاده به عنوان مبتکر و اصلاح کننده نوعی از برنج به نام برنج نعمت شناخته می‌شود.